# Koziołek Matołek

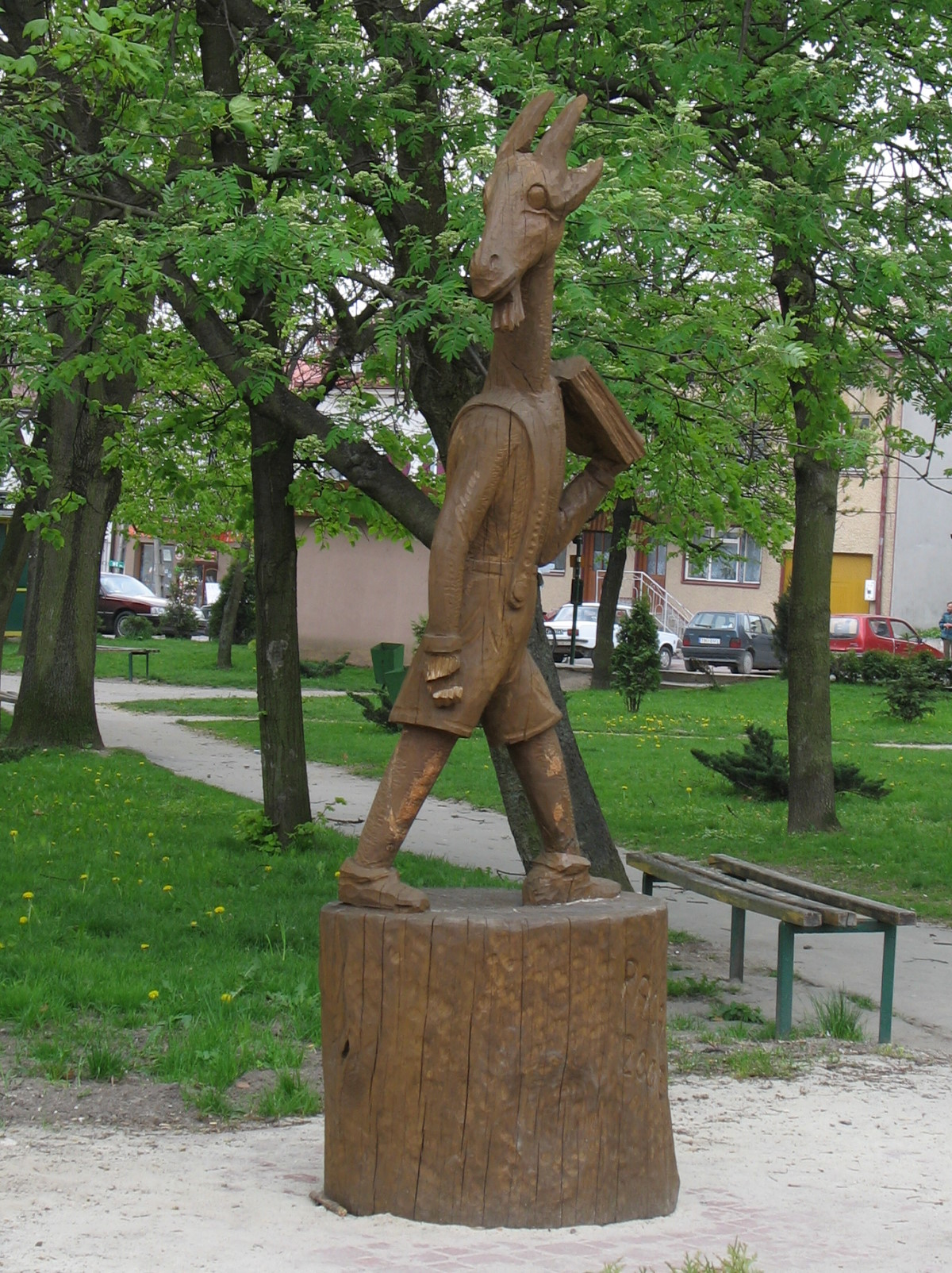
Holzstatue von Koziołek Matołek in Pacanów, wo die Geschichte der Comicfigur angesiedelt ist

Koziołek Matołek ist eine von Kornel Makuszyński und Marian Walentynowicz geschaffene fiktionale Comic- und Zeichentrickfigur, die ihren ersten Auftritt im Comic 120 przygód Koziołka Matołka („120 Abenteuer des Koziołek Matołek“) aus dem Jahr 1933 hatte. Der Comic erzählt die Geschichte von einem Ziegenbock namens Koziołek Matołek, der sich auf dem Weg macht, um die Stadt Pacanów zu finden. 

## Inhalt
Nachdem die polnischen Ziegen hörten, dass es in der Stadt Pacanów Schmiede gibt, die Ziegen beschuhen um ihnen einen prachtvollen Gang zu verleihen, entschieden sie, dass eine von ihnen nach Pacanów reisen sollte, um das für sie auszutesten. Der Bock Koziołek Matołek meldete sich als Freiwilliger. Die Suche nach dem Ort führt ihn auf eine Reise um die ganze Welt, in der er viele Abenteuer erlebte. Koziołek Matołek ist ein weißer Ziegenbock, der eine rote Hose und rote Schuhe trägt. Durch die Farben Rot und Weiß, die die Farben der polnischen Flagge sind, wird der Figur ein patriotischer Charakter zugeschrieben. Mit seiner naiven, ungeschickten, dümmlichen, aber dennoch sympathischen Art, gerät er von einem Abenteuer in das nächste. Jedoch gelingt es ihm, durch seine Zielstrebigkeit und Ausdauer auch aus der schwierigsten Situation herauszufinden.
In Pacanów angekommen erfährt er, dass es dort keine Schmiede gibt, die Ziegen beschuhen, sondern nur eine Familie, die den Namen „Ziege“ (pol. „Koza“) hat. Ihm wird jedoch erklärt, dass Ziegen keine beschlagenen Hufe brauchen, um glücklich zu sein.

## Entstehung
Im Jahr 1932 besuchte Jan Gebethner, der Herausgeber des Verlagshauses Gebethner und Wolff, zusammen mit dem Zeichner Marian Walentynowicz den Schriftsteller Kornel Makuszyński, der aufgrund einer Diabeteserkrankung in einem Sanatorium in der Kreisstadt Otwock weilte, um ihn zu überreden, eine Bildergeschichte für Kinder zu machen.
Die Idee die Geschichte in Form eines Comics herauszugeben, stammt wahrscheinlich vom Herausgeber Jan Gebethner selber, der sich der wachsenden Popularität des Mediums bewusst war.
Einer Legende zufolge wurde die Geschichte durch einen aus der Stadt Pacanów stammenden Mann inspiriert, dem Makuszyński und Walentynowicz in einem Café begegnet sind. Es wird jedoch vermutet, dass der Autor sich in Wirklichkeit an einem Artikel orientierte, der im Oktober 1932 in der Zeitschrift Orędownik Wrzesiński erschienen ist und über einen Schmied namens Koza aus der Stadt Pacanów berichtete .

## Comics
Die Comics bestehen aus einhundertzwanzig Bildern, wobei eine Seite eine Queranordnung von sechs Illustrationen hat, unterteilt in zwei Reihen mit jeweils drei Bildern. Die Illustrationen werden von einem Text begleitet, der in achtsilbigen Quartinen, in einem halben Kreuzreim (abcb) geschrieben ist.
- 120 przygód Koziołka Matołka – 1933
- 2-ga księga przygód Koziołka Matołka – 1933
- 3-cia księga przygód Koziołka Matołka – 1934
- 4-ta księga przygód Koziołka Matołka – 1934

## Neuauflage in der Nachkriegszeit
Nach dem Tod von Kornel Makuszyński wollte das Wydawnictwo Literackie die Comics neu herausgeben. Da die originalen Zeichnungen, in Folge des Zweiten Weltkrieges, zerstört wurden, musste der Zeichner Marian Walentynowicz diese für alle vier Teile neu gestalten. Dabei wurden einige Änderungen vorgenommen. Zum einen wollte man die Lesbarkeit und Verständlichkeit der Zeichnungen für die Kinder verbessern, zum anderen wurden die Comics aufgrund der damals herrschenden Zensur verändert.
Neben dem Koziołek Matołek selber, der in der Nachkriegszeit mit einer schmaleren Silhouette abgebildet wurde, änderten sich auch die Kulissen der Abenteuer und einige Requisiten. Im Hintergrund einer sich in Warschau abspielenden Handlung, ist anstelle der Sigismundssäule, die während des Zweiten Weltkrieges zerstört worden war, der auf Anordnung Josef Stalins erbaute Kultur- und Wissenschaftspalast zu sehen. Zudem wurden auch die Uniformen der Soldaten an die Zeit angepasst. Als weiteres Beispiel für die Änderungen dient die Szene, in der Koziołek Matołek nach Gold in Alaska sucht. Im Original wurde der dort gefundene Goldbarren dem Botschafter für die „armen polnischen Kinder“ überreicht. In der neuen Version überreichte man diesen für die „lieben polnischen Kinder“.

## Fernsehserie
Auf Basis der Comics entstand zwischen 1969 und 1971 die Zeichentrickserie Dziwne przygody Koziołka Matołka (dt. „Die seltsamen Abenteuer des Koziołek Matołek“). Die Serie besteht aus 29 Folgen mit einer Dauer von jeweils 9 Minuten.

## Sonstiges
- Der von Koziołek Matołek in den Comics gesuchte Ort Pacanów ist eine reale Stadt in Polen.
- Seit dem 24. Februar 2010 gibt es in der Stadt Pacanów ein Kulturzentrum für Kinder mit dem Namen „Koziolek Matolek Capitol of European Cartoons“ (Europejskiego Centrum Bajki im. Koziolka Matolka).[6]